# Narodowa Liga na rzecz Demokracji
Narodowa Liga na rzecz Demokracji (NLD) – birmańska centrolewicowa partia polityczna będąca główną siłą opozycji wobec wojskowej junty.

## Historia
Ugrupowanie zostało utworzone w 1988 przez laureatkę pokojowej nagrody Nobla Aung San Suu Kyi. Ugrupowanie wygrało wybory w 1990 z wynikiem 59 procent, lecz wojskowa junta anulowała wynik wyborów W 2010 roku partia została uznana za nielegalną. Ugrupowanie zostało zarejestrowane jako partia polityczna 13 grudnia 2011 roku. W wyborach uzupełniających 2012 roku Liga zdobyła 43 miejsc na 45 w parlamencie (pozostałe 664 miejsc pozostało bez zmiany).